# Павличко Дмитро Васильович
Дмитро́ Васи́льович Павли́чко (28 вересня 1929, Стопчатів — 29 січня 2023, Київ) — український та радянський поет, перекладач, літературний критик, публіцист, шістдесятник, громадсько-політичний діяч. Герой України (2004). Кавалер ордена князя Ярослава Мудрого IV, V ступеня (1999, 2009), ордена «За заслуги» III ступеня (1997), ордена Свободи (2015), лауреат Національної премії Шевченка (1977). Батько Соломії Павличко, дід Богдани Павличко.

## Життєпис
Народився 28 вересня 1929 року в селянській багатодітній родині в селі Стопчатів, на той час Коломийський повіт, Станиславівське воєводство, Польська Республіка (анексована Польщею ЗУНР); нині Косівський район, Івано-Франківська область, Україна.
Початкову освіту здобув у польськомовній школі в Яблунові, продовжив навчання в Коломийській українській гімназії, потім — у Яблунівській середній школі.
З осені 1945 року по літо 1946 року — ув'язнений за справою щодо звинувачення в належності до УПА. Дмитро публічно визнав свою належність до УПА, в інтерв'ю розповідав що його загін розпустили, а його відправили до школи.

| У 16 років я став українським повстанцем. П'ятеро хлопців зі Стопчатова, у їх числі був і я, та п'ятеро із сусіднього Великого Ключева у квітні 1945-го приєдналися до сотні, якою командував Спартан. Перед тим гітлерівці упіймали мого брата Петра, бандерівця, який перебував у школі старшин УПА в Карпатах, і розстріляли його в Коломиї. Мама плакала, батько мене не пускав, але я твердо сказав: «Мушу наздогнати німаків і помститися їм за брата» |
| |

У 1953 році закінчив філологічний факультет Львівського університету.
Член КПРС з 1954 по 1990 роки. З 1955 року — член ЦК ЛКСМУ.
Завідував відділом поезії редакції журналу «Жовтень» (нині — «Дзвін») у Львові, після переїзду до Києва у 1964 році працював у секретаріаті СПУ. Упродовж 1971—1978 pp. Дмитро Павличко редагував журнал іноземної літератури «Всесвіт».
Перша збірка поезій «Любов і ненависть» з'явилася у 1953 році. Пізніше побачили світ поетичні книги «Моя земля» (1955), «Чорна нитка» (1958),«Правда кличе» (1958), — вісімнадцятитисячний тираж книжки було знищено за вказівкою партійних цензорів, «Пальмова віть» (1962). У 1968 році вийшла збірка «Гранослов», згодом «Сонети подільської осені» (1973), «Таємниця твого обличчя» (1974), «Сонети» (1978), «Спіраль» (1984), «Поеми й притчі» (1986), «Покаянні псалми» (1994). Дмитро Павличко уклав антологію перекладів «Світовий сонет» (1983). Літературно-критичні праці зібрані в книжках «Магістралями слова» (1978), «Над глибинами» (1984), «Біля мужнього слова» (1988).
На думку журналіста, історика Вахтанга Кіпіані, «Павличко, Драч та Яворівський з усією щирістю та талантом віддавались соціалістичним ідеалам до початку перебудови… націоналісти ненавиділи їх за комуністичне минуле, колабораціонізм з радянським режимом, „ленінські“ вірші тощо». У мережі широко розповсюджені такі його рядки: «Що у житті мене зігріва? Леніна думи ясні, Леніна мудрі слова»; «Як добре, що на світі є Москва, моя земля, столиця і надія»; «Тож не вдалось огидливим ізгоям вас отруїти жовто-синім гноєм»; «Та здавалось мені, що не ворони, а бандерівські хижі кати прилетіли в покинуті сторони заховати криваві сліди».

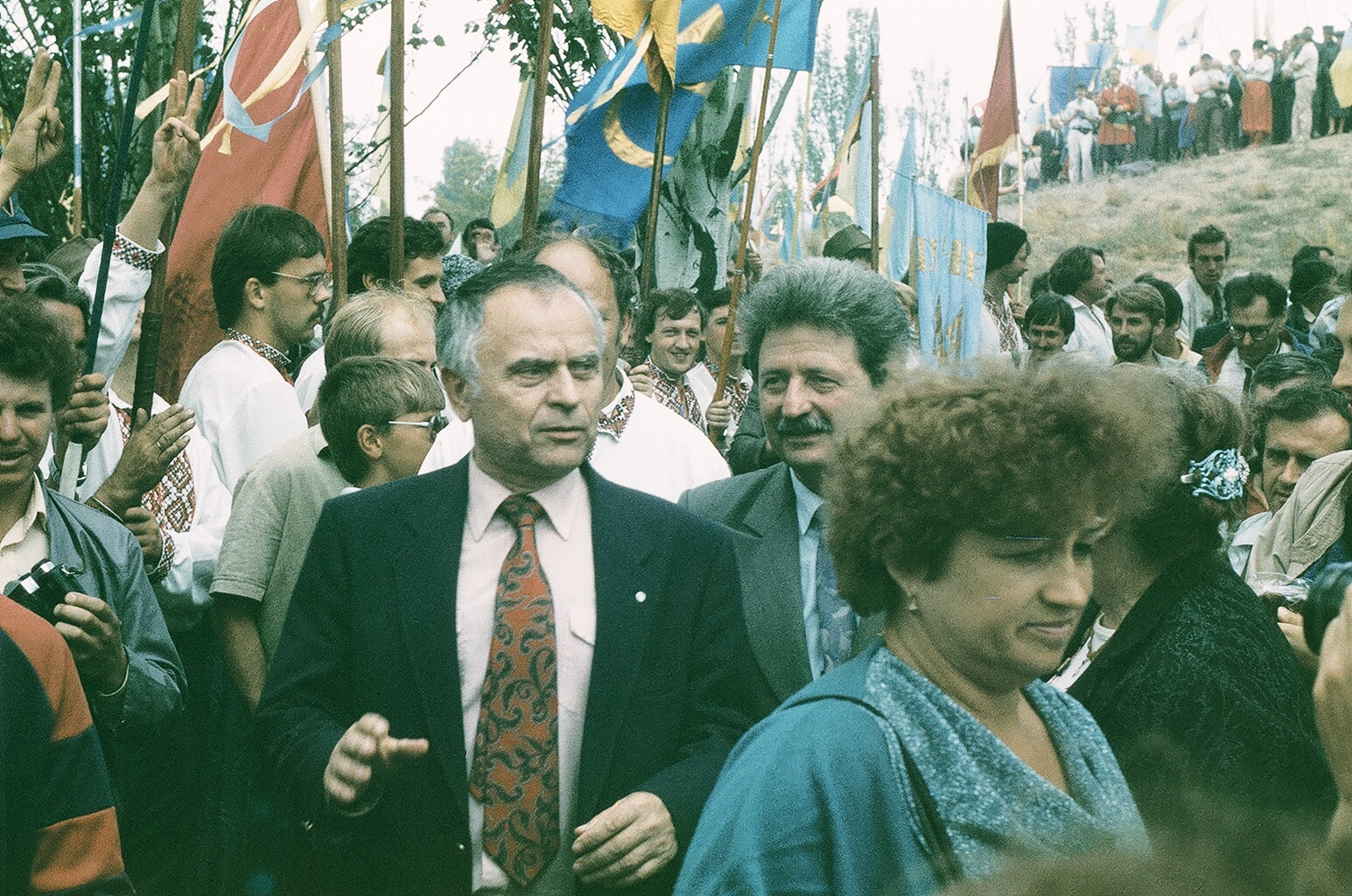
Дмитро Павличко та Михайло Горинь на святі 500-ліття Запорозького козацтва, село Капулівка, 4 серпня 1990 року

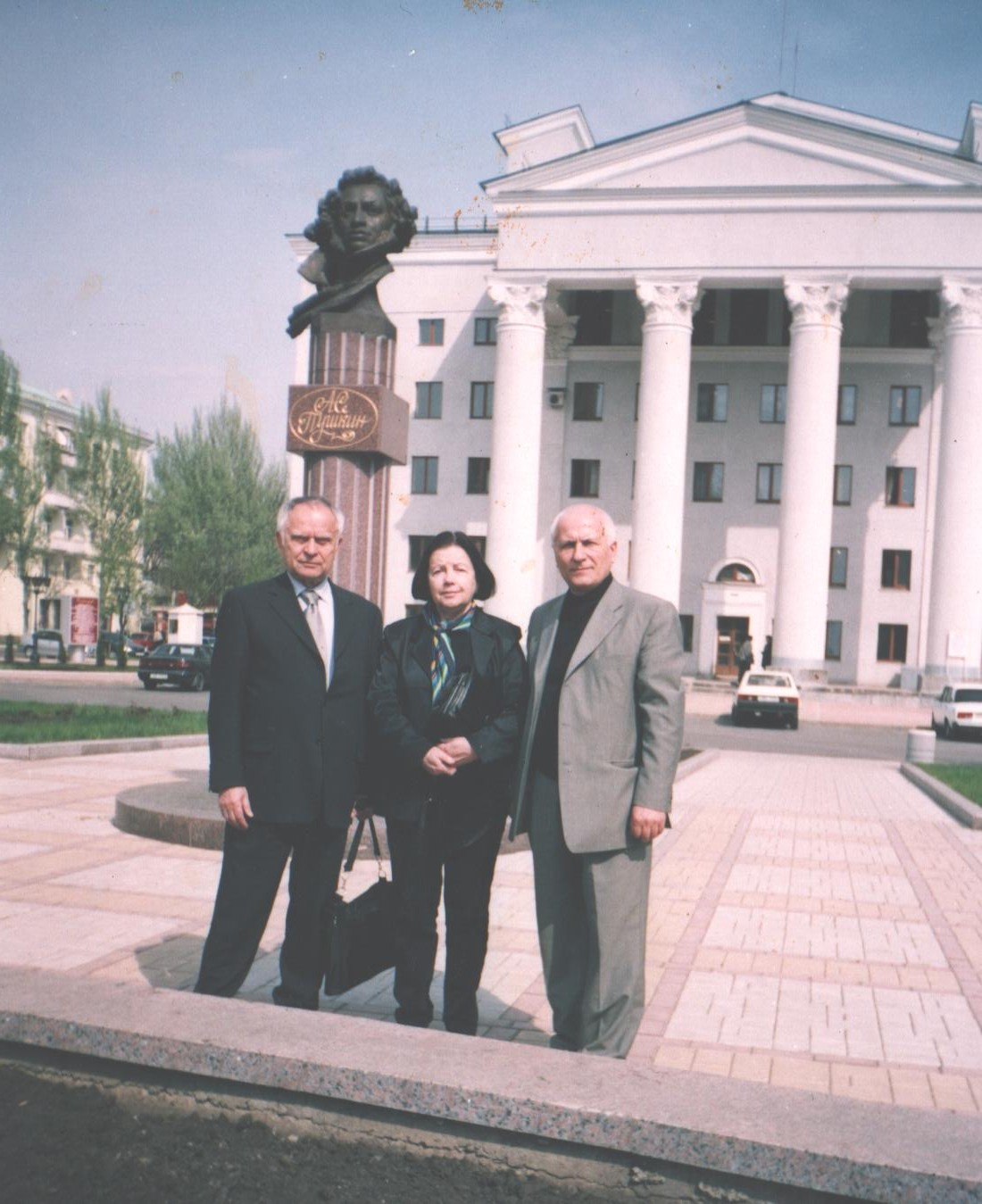
Дмитро Павличко та його дружина Богдана в Донецьку. Праворуч — професор Володимир Білецький

Дмитро Павличко — один з організаторів Народного руху України, Демократичної партії України, перший голова Товариства української мови ім. Шевченка.
У 1990—1994, 1998—1999, 2005—2006 роках — народний депутат України. У 1990—1994 роках очолював комітет із закордонних справ Верховної Ради України.
Один з авторів Декларації про державний суверенітет України та першої зовнішньополітичної доктрини самостійної держави, що передбачала нейтральний та позаблоковий статус України — іноді цю доктрину іменують саме «доктриною Павличка». Доктрину Павличка часто критикують як занадто романтичну і загалом нереалістичну, зокрема й з огляду на відмову України від ядерної зброї (без'ядерність як принцип також була закладена в Декларації про державний суверенітет України) і розглядають як різновид політики «фінляндизації».
У 2002 році став почесним професором НаУКМА. 1 вересня він прочитав інавгураційну лекцію на тему «Українська національна ідея».
З 21 жовтня 2005 року по 25 травня 2006 року — народний депутат України (фракція Української народної партії).
На IV Всесвітньому форумі українців, що відбувся в Києві 18–20 серпня 2006 року, Дмитра Павличка було обрано Головою Української всесвітньої координаційної ради.
За часів президентства Віктора Януковича неодноразово закликав до акцій масової непокори проти чинної української влади. Найбільшим злочином президента Януковича вважав підписання мовного закону. Розглядав російську мову як мову, що була й залишається мовою окупантів. У російсько-українському конфлікті висловлювався проти ДНР та ЛНР, виступав за заборону Комуністичної партії України. Закликав передати Києво-Печерську лавру Київському патріархату.
24 жовтня 2019 року в приміщенні Національного музею літератури України відбувся ювілейний вечір, присвячений 90-річчю Дмитра Павличка, де за участі було презентовано п'ятий і анонсовано вихід шостого (останнього) томів мемуарів «Дмитро Павличко. Спогади» видавництва «Ярославів Вал».
Дмитро Павличко помер увечері 29 січня 2023 року у віці 93 років у Києві.
1 лютого його поховали в Стопчатові, на малій батьківщині поета, поруч із могилами його батьків на місцевому кладовищі.

## Родина
- Батько Василь Миколайович Павличко ( — після весілля 1957 ?[21])[22][23]
- Мати Параска Юріївна Бойчук (—1955)[24][25]
- Брат Петро[21]
- Дружина Богдана[26][21]
- Дочка Соломія / Соля[27] (1958—1999)
  - до осені 1990 року зять Михайло Загребельний
  - онука Богдана (нар. 1987)
  - зять Богдан Кравченко (нар. 1946)
- Дочка Роксолана / Лана

- Поема Батько[28]

## Перекладацтво
Дмитро Павличко був одним із найвизначніших українських перекладачів. Перекладав з англійської, іспанської, італійської, французької, португальської, їдишу та багатьох слов'янських мов.
Завдяки зусиллям Павличка вперше українською мовою з'явилося повне зібрання творів Шекспіра в шести томах (видавництво «Дніпро», 1986 рік).
Український читач познайомився з Шарлем Бодлером, Павола Гвездослава, Луїшом де Камойншом та багатьма іншими іменами світової літератури. Своїми перекладами Павличко запропонував нове прочитання творів Данте Аліг'єрі, Франческо Петрарки, Мікеланджело Буонарроті, Федеріко Ґарсія Лорки, Хосе Марті, Сесара Вальєхо, Рубена Даріо, Йоганна Вольфґанґа фон Ґете, Генріха Гайне, Райнер Марія Рільке, Генріка Ібсена, Леопольда Стаффа, Ярослава Івашкевича, П'єра де Ронсара, Жозе-Маріа де Ередіа, Вітезслава Незвала, Христо Ботева та багатьох інших.
Захоплення Павличка сонетною формою вилилось у створення антології «Світовий сонет» (1983), яку свого часу готував, але не встиг реалізувати Микола Зеров. У цій антології українською мовою були опубліковані великі добірки сонетів Данте, Мікеланджело, Шекспіра, Шарля Бодлера, Павола Гвездослава Орсага, Янки Купали. Розширене видання антології, до якого крім перекладів увійшли й оригінальні сонети Павличка, з'явилося 2004 року у видавництві «Генеза» під назвою «Сонети».
Видання перекладів див. у списку творів.

## Літературна критика
Дмитро Павличко має великий доробок і як літературний критик. Найповнішим виданням літературно-критичних праць Павличка є двотомник «Літературознавство. Критика», виданий видавництвом «Основи» у 2007 році. В першому томі представлено літературно-критичні розвідки, статті, доповіді та виступи автора, присвячені українській літературі. Тут також опубліковано матеріали про окремі літературні постаті, явища чи події, здебільшого за хронологічним принципом. В другому томі представлено літературно-критичні розвідки, статті, доповіді та виступи автора про світову літературу. Часто ці праці були написані паралельно до перекладацьких проєктів Павличка й слугують коментарем та доповненням до його перекладацького доробку.
- Літературознавство. Критика. Українська література. — Том 1. — Київ: Основи, 2007. — 566 с.
- Літературознавство. Критика. Світова література. — Том 2. — Київ: Основи, 2007. — 465 с.

## Громадська діяльність
Дмитро Павличко — перший голова Товариства української мови імені Тараса Шевченка (1989—1990). У 1989 році очолив редакцію газети ТУМу «Слово», до складу якої входили члени Головної ради Віталій Радчук, Віталій Довгич та Юрій Оробець. У 1990 році передав свою посаду голреда Олександрові Сопронюку. Голова Української всесвітньої координаційної ради у 2006—2011 рр.

## Дипломатична діяльність
З жовтня 1995 до травня 1998 року Павличко був Надзвичайним і Повноважним Послом України в Словацькій Республіці.
Павличко був також Послом України в Республіці Польща в період з весни 1999 року по лютий 2002 року. Завдяки його клопотанню в центрі Варшави за пів кілометра від знаменитих Варшавських Лазенок в березні 2002 року було споруджено пам'ятник Тарасу Шевченку.

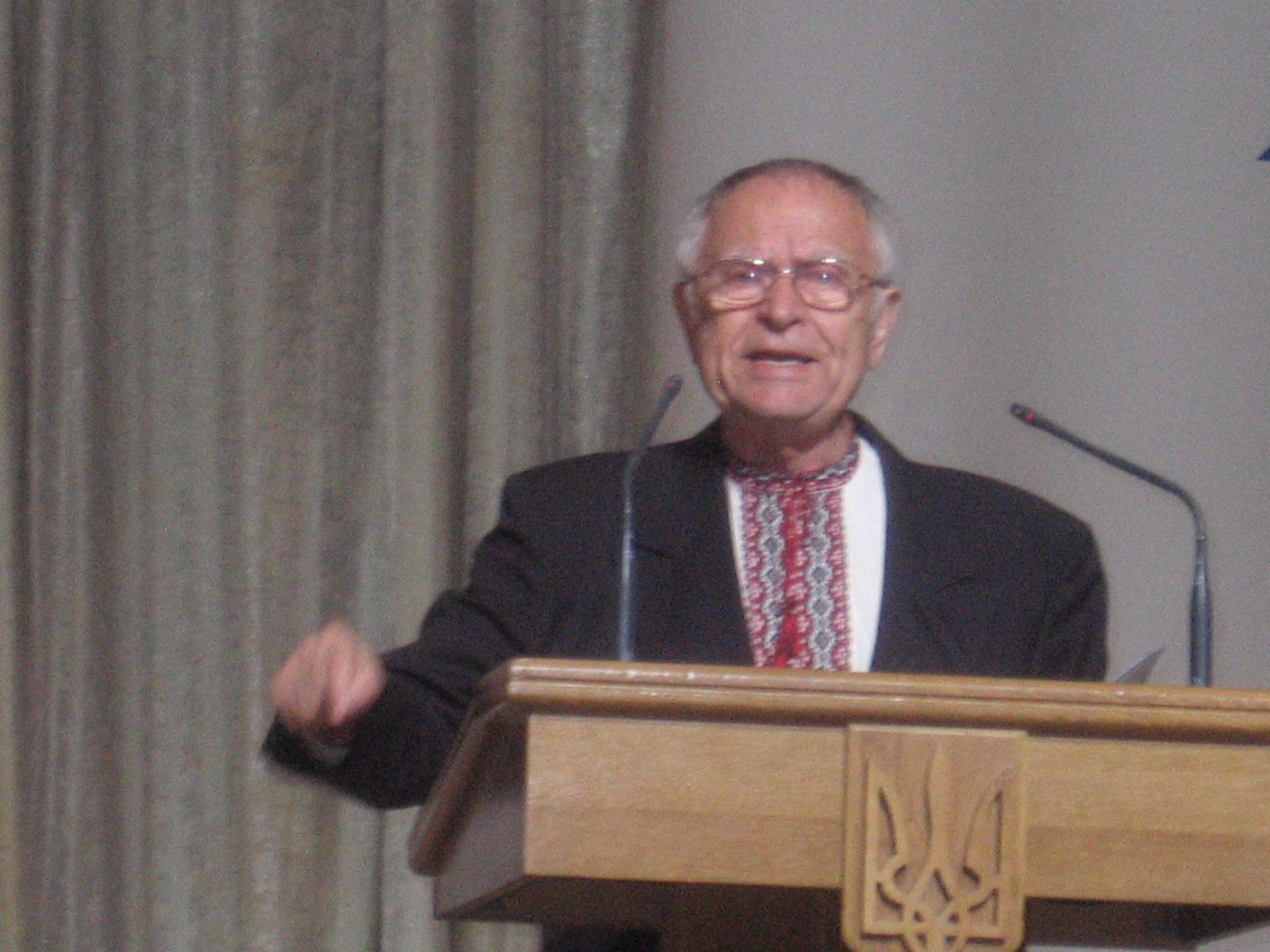
Дмитро Павличко, 2009 рік

## Державні нагороди
- Державна премія України ім. Тараса Шевченка (1977) — за книгу поезії «Любов і ненависть»[31]
- Орден «За заслуги» III ст. (27 червня 1997) — за особистий внесок у розробку, підготовку та прийняття Конституції України, активну законотворчу роботу[32]
- Орден князя Ярослава Мудрого V ст. (12 липня 1999) — за вагомий особистий внесок у розвиток дипломатичної служби, піднесення авторитету України на міжнародній арені[33]
- Звання Герой України з врученням ордена Держави (27 вересня 2004) — за визначний особистий внесок у розвиток української літератури, створення вершинних зразків поетичного слова, плідну державну і політичну діяльність[34]
- Орден князя Ярослава Мудрого IV ст. (25 вересня 2009) — за визначний особистий внесок у збагачення літературної спадщини українського народу, багаторічну плідну громадсько-політичну діяльність та з нагоди 80-річчя від дня народження[35]
- Орден Свободи (22 січня 2015) — за значний особистий внесок у державне будівництво, соціально-економічний, науково-технічний, культурно-освітній розвиток Української держави, багаторічну сумлінну працю та високий професіоналізм[36][37][38]
- Відзнака Президента України — ювілейна медаль «25 років незалежності України» (2016)[39].

## Твори
- Любов і ненависть, 1953.
- Моя земля, 1955.
- Концерт у царя, 1958.
- Чорна нитка, 1958.
- Правда кличе, 1958.
- Днина, 1960.
- Два кольори, 1965.
- Гранослов, 1968.
- Сонети подільської осені, 1973.
- Поєдинок, поема, 1973.
- Таємниця твого обличчя, 1974, 1979.
- Магістралями слова, літературна критика, 1978.
- Світовий сонет, переклади, 1983.
- Над глибинами, літературна критика, 1984.
- Спіраль, 1984.
- Князь, поема, 1986.
- Поеми й притчі, 1986.
- Біля мужнього слова, літературна критика, 1988.
- Покаянні псалми, 1994.
- Петрик, поема, 1994.
- Антологія словацької поезії XX століття, 1997.
- Петро Могила (1621 р.), поема, 1997.
- Золоте ябко, 1998.
- Сонети В.Шекспіра, 1998.
- 50 польських поетів, 2000.
- Поезії Хосе Марті, 2001.
- Наперсток, 2002.
- Рубаї, 2003
- Сонети (оригінальні твори й переклади), 2004.
- Не зрадь, 2005.
- Три строфи, 2007.
- Аутодафе, 2008.
- Мала антологія хорватської поезії, 2008.[40]
- Потоп. 2010.
- Тадеуш Костюшко, поема, 2010.
- Іван Ганжа, поема, 2010.
- Золоторогий олень, поема, 2011.
- Най поховають мене на цьому полі, новела, 2011.
- Разом. Вместе: збірка поезій. (з Ратнером О. Г.). — Дніпропетровськ : Герда, 2013. — 176 с., іл. — ISBN 978-617-7097-02-9
- Вірші з Майдану: Поезії. — К. : ВЦ «Просвіта», 2014. — 24 с. — ISBN 978-966-2133-96-7
- Пора перемагати: З нових віршів; — Коломия, Вік, 2015 — 64 стор. ISBN 966-550-055-4

### Історичні мотиви у творах
Історичній тематиці присвячені поеми Павличка «Поєдинок» (1973) — тема гладіаторів Риму часів Нерона; «Князь» (1986) — тема походів князя Ігоря Рюриковича на половців; «Петрик» (1994) — тема повстання гетьмана Петра Іваненка (Петрика) проти московитського поневолення (1692—1693); «Петро Могила (1621 р.)» (1997) — тема Хотинської битви 1621 р. та участі у ній Петра Могили; «Тадеуш Костюшко» (2010) — тема польського народного повстання під проводом Тадеуша Костюшка; «Іван Ганжа» (2010) — тема україно-польських протиріч 17 ст. у долі уманського полковника Івана Ганжі.
|  | Дмитро Павличко. «Іван Ганжа» (2010): Чи ми, поляки й козаки, спізнали, Що, триста літ б'ючись поміж собою, Ми воювали за своїх сусідів, За москалів і німців. Чи ми здатні Покаятись, обнятись, помиритись, Втікаючи від власного безумства, З азійської неволі до Європи? |

## У фільмах та музичних творах
За мотивами творів Дмитра Павличка створено:
- Олександр Костін написав оперу «Золоторогий олень» (1982);
- Євген Станкович — «Реквієм» («Бабин Яр», для солістів, хору та симфонічного оркестру, 1991);
- «Золоторогий олень» (1979, мультфільм, за мотивами однойменної поеми; студія Київнаукфільм, реж. Тадеуш Павленко).

Д. Павличко — автор сценаріїв до фільмів «Сон» (1964, у співавт. з Володимиром Денисенком), «Захар Беркут» (1971), а також автор текстів пісень у фільмі «Роман і Франческа» (1960).

## Вшанування пам'яті
- У смт Ворзель вулицю Пушкінську перейменували на вулицю Дмитра Павличка[42]

- У місті Кам'янка вулицю Чехова перейменували на вулицю Дмитра Павличка.

- У місті Полтава провулок Тюленіна перейменували на провулок Дмитра Павличка.

- У місті Івано-Франківськ вулицю Ремісничу перейменували на вулицю Дмитра Павличка[43].

- У місті Ірпінь вулицю Єсеніна перейменували на вулицю Дмитра Павличка[44].

- У місті Малин вулицю Кузнєцова перейменували на вулицю Дмитра Павличка[45][46].

- У місті Нікополь вулицю Глинки перейменували на вулицю Дмитра Павличка.[47]

- В Києві після опитування в «Києві Цифровому», проспект Маршала Рокоссовського планують перейменувати на проспект Дмитра Павличка